# Danos Lygizos
Dano Lygizos, vero nome Constantinos Lygizos (Atene, 20 agosto 1938 – Atene, 24 dicembre 2015), è stato un attore greco.

## Biografia
Figlio di Ioannis Lygizos e nipote di Mitsos Lygizos. Al teatro è apparso nel 1965 e al cinema nel 1968.

## Filmografia

### Cinema
- Bastardi si nasce, carogne si diventa... (Oi gennaioi tou Vorra), regia di Kostas Karagiannis (1970)
- Il magnate greco (The Greek Tycoon), regia di J. Lee Thompson (1978)
- Blind Date, regia di Nico Mastorakis (1984)
- The Next One, regia di Nico Mastorakis (1984)
- Sky High, regia di Nico Mastorakis (1985)

### Televisione
- Candid Camera - serie TV (1972-1973)